# Liste von Wasserkraftwerken im Flusssystem Ruhr

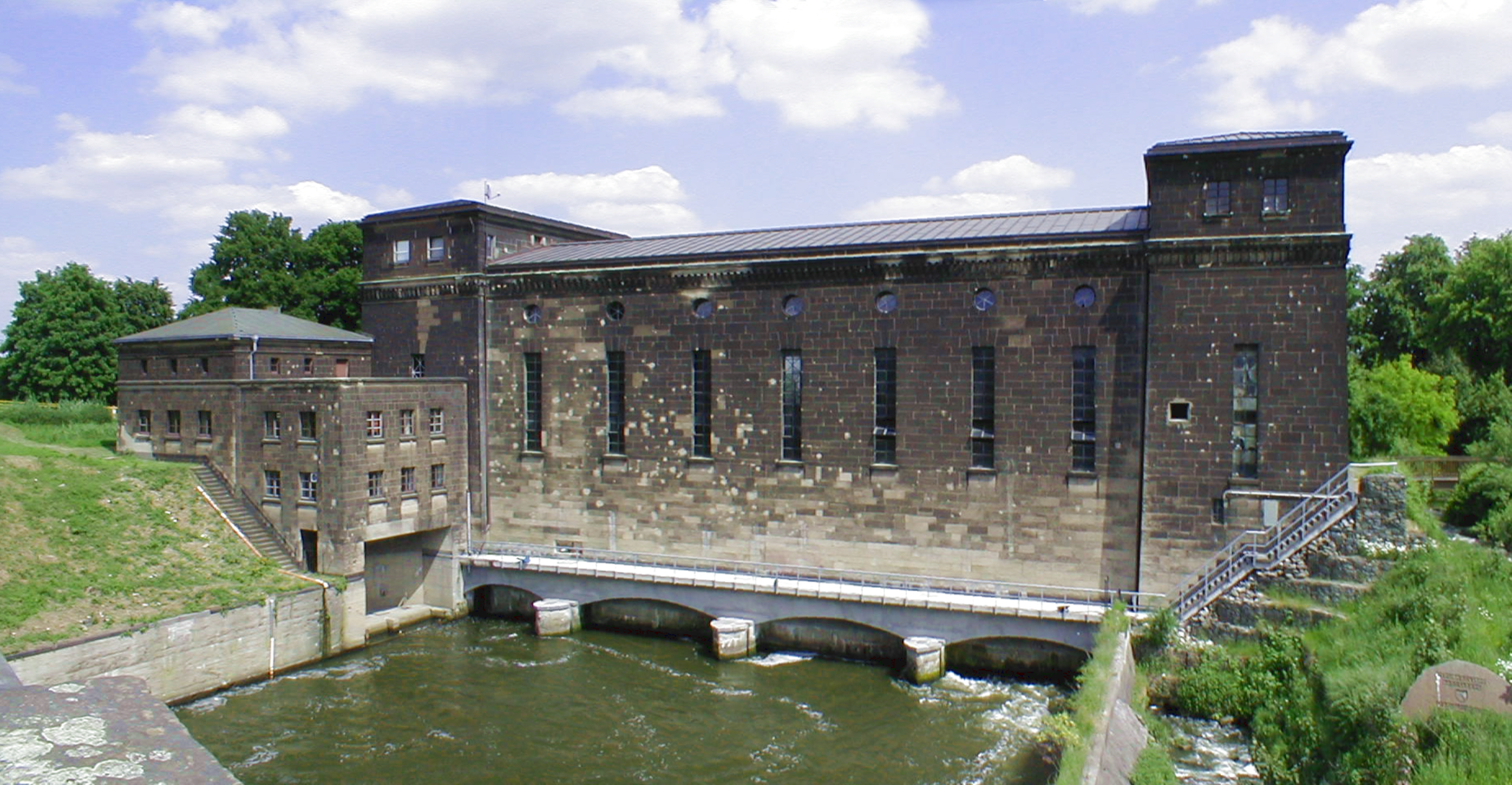
Wasserkraftwerk Raffelberg, Mülheim

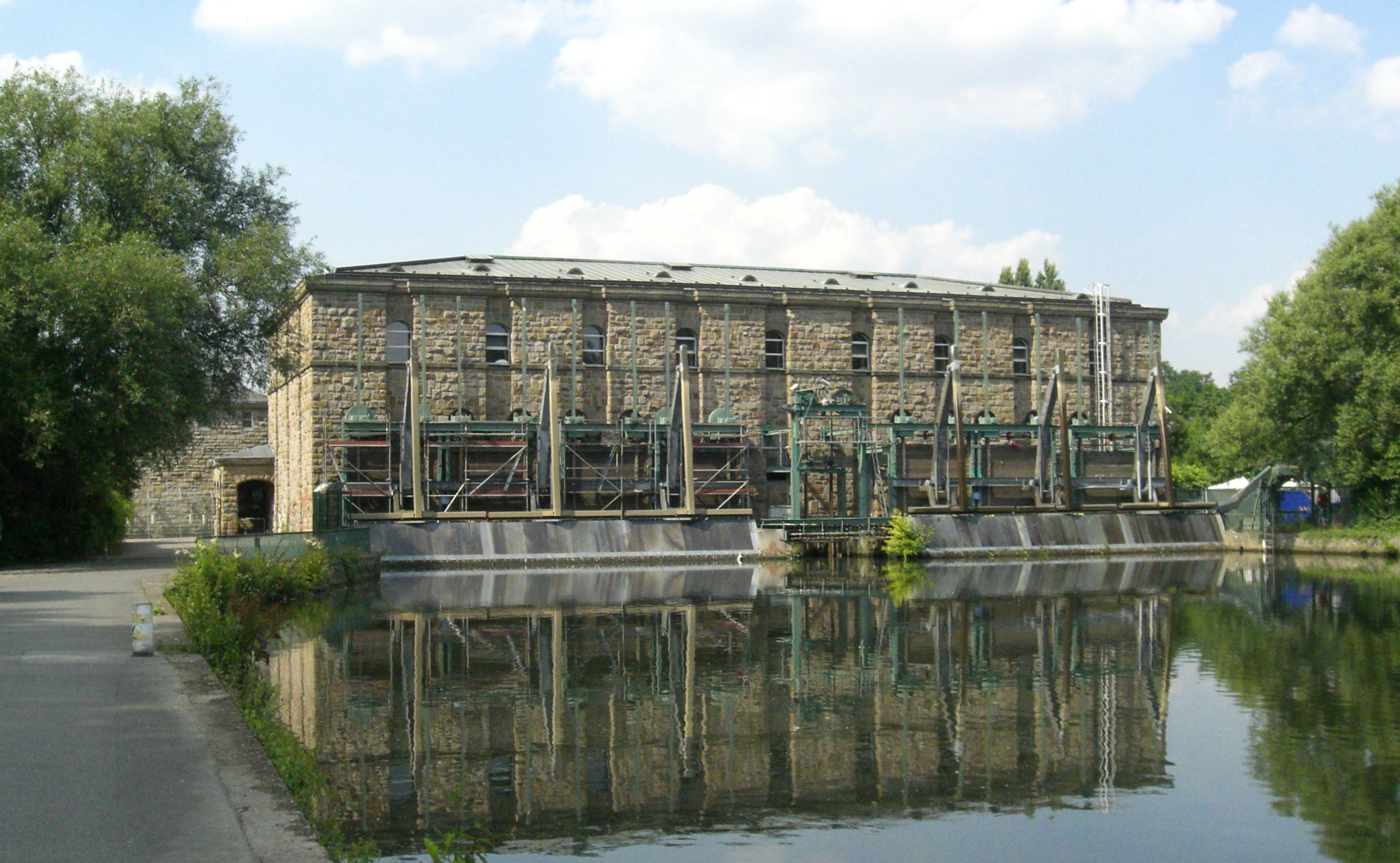
Wasserkraftwerk Kahlenberg, Mülheim

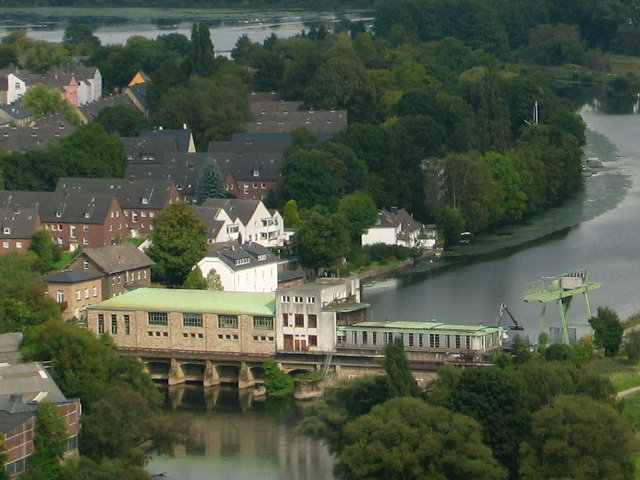
Wasserkraftwerk Harkort, Wetter

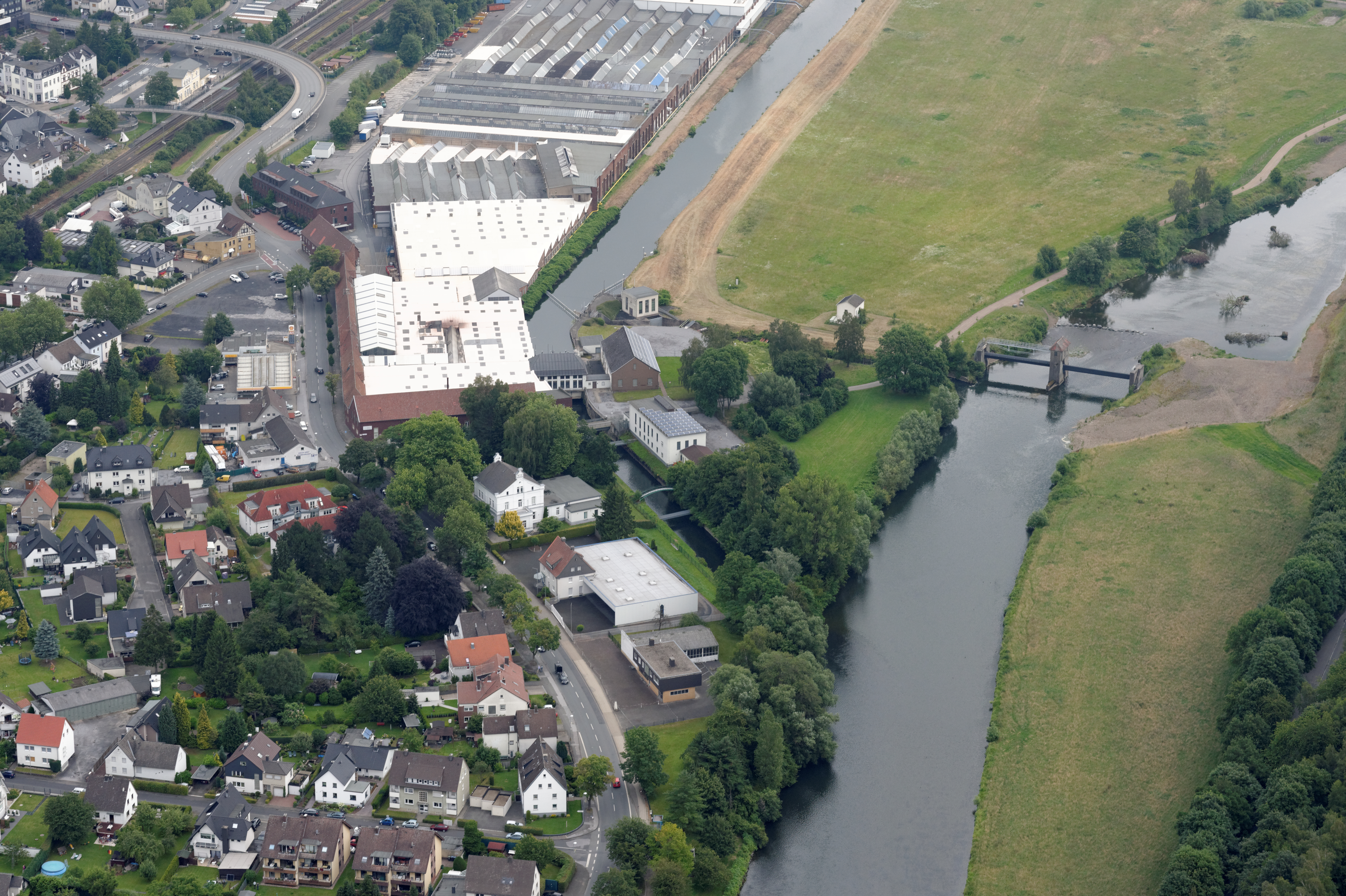
Kraftwerk Wickede neben Westfalenstahl

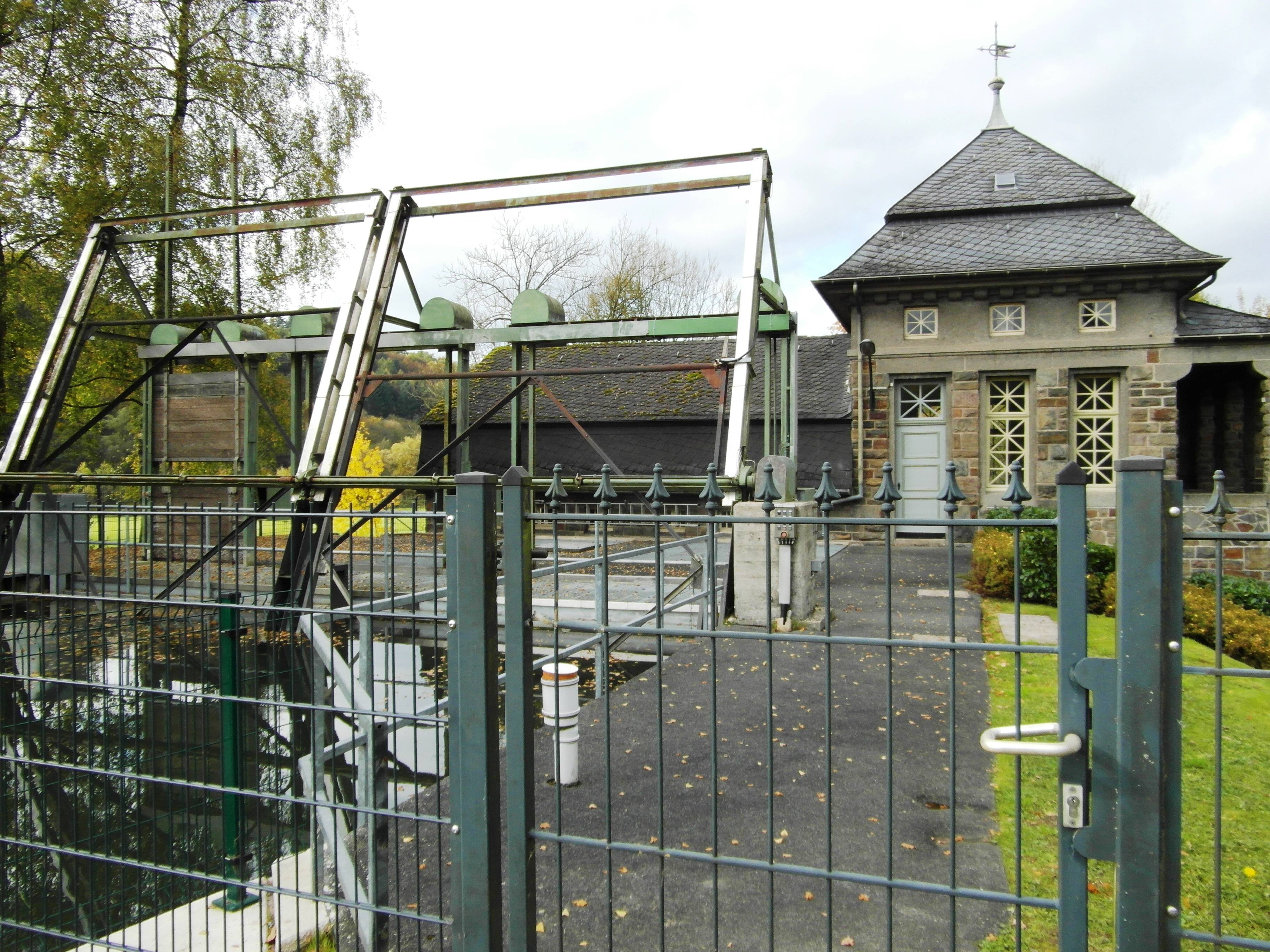
Laufwasserkraftwerk Bamenohl, Finnentrop

Die Liste von Wasserkraftwerken im Flusssystem Ruhr benennt Wasserkraftwerke an der Ruhr, Ennepe und Lenne ohne Anspruch auf Vollständigkeit. Mit den Kraftwerken sind Stauwehre verbunden. Sie werden mit Fischaufstiegsanlagen verbunden, unter anderem mit den Programmen zur Wiederansiedlung des Lachses.
Das RWW bezifferte die Leistung der Laufkraftwerke an der Ruhr im Jahre 2020 auf 85 MW.

## Liste

### Ruhr
- Wasserkraftwerk Raffelberg
- Wasserkraftwerk Kahlenberg
- Laufwasserkraftwerk Kettwig
- Wasserkraftwerk Baldeney
- Wasserkraftwerk Spillenburger Mühle
- Wasserkraftwerk Horster Mühle
- Birschel-Mühle
- Wasserwerk Stiepel
- Wasserkraftwerk Kemnade
- Wasserkraftanlage Lohmann
- Wasserkraftwerk Hohenstein
- Kraftwerk Harkort
- Kraftwerk Stiftsmühle
- Laufwasserkraftwerk Hengstey
- Koepchenwerk und Pumpspeicherkraftwerk Herdecke
- Kraftwerk Westhofen
- Wasserkraftwerk Villigst
- Wasserkraftwerk Hengsen
- Kraftwerk Langschede
- Kraftwerk Fröndenberg
- Möllerkraftwerk Schwitten
- Wasserkraftwerk Warmen
- Kraftwerk Wickede
- Wasserkraftwerk Echthausen
- Elektrizitätswerk Auf den Kämpen
- Kraftwerk Steinhelle

### Ennepe
- Buschhauser Hammer

### Möhne
- Kraftwerk Möhnetalsperre

### Lenne
- Wasserkraftwerk Einsal
- Laufwasserkraftwerk Bockeloh
- Wasserkraftwerk Ohle
- Wasserkraftwerk Siesel
- Laufwasserkraftwerk Lenhausen
- Laufwasserkraftwerk Bamenohl

#### Bigge
- Kraftwerk Biggetalsperre
- Kraftwerk Ahausen

##### Lister
- Kraftwerk Listertalsperre